# Flanders Ladies Classic - Sofie De Vuyst
De Flanders Ladies Classic - Sofie De Vuyst was een eendaagse wielerkoers voor vrouwen in de gemeente Herzele in de Denderstreek in de Belgische provincie Oost-Vlaanderen. De wedstrijd werd enkel in 2018 en 2019 verreden en ze viel in de UCI 1.2-categorie. De eerste editie werd gewonnen door de Française Séverine Eraud namens de Belgische ploeg Experza-Footlogix. De tweede en laatste editie werd gewonnen door de Belgische Julie Van de Velde van Lotto Soudal Ladies. De wedstrijd is vernoemd naar de Herzelense renster Sofie De Vuyst; zij werd tweede in 2019, nadat ze 70 kilometer in de aanval reed, waarvan 45 kilometer solo. Zowel in 2020 als in 2021 stond de wedstrijd aanvankelijk wel op de kalender, maar werd beide keren door de coronapandemie geannuleerd. Erna werd de wedstrijd niet meer georganiseerd.

## Erelijst
| Datum            | Start    | Finish     | Km    | Eerste             | Tweede         | Derde          |
| ---------------- | -------- | ---------- | ----- | ------------------ | -------------- | -------------- |
| 18 augustus 2018 | Herzele  | Steenhuize | 124,2 | Séverine Eraud     | Fien Delbaere  | Lorena Wiebes  |
| 17 augustus 2019 | Borsbeke | Steenhuize | 118   | Julie Van de Velde | Sofie De Vuyst | Lonneke Uneken |